# Parafia św. Wawrzyńca we Wrzosie
Parafia św. Wawrzyńca we Wrzosie – parafia rzymskokatolicka dekanatu przytyckiego diecezji radomskiej. 

## Historia
Parafia została erygowana przez abp. Jarosława Bogorię Skotnickiego około 1372 i wtedy też powstał pierwotny kościół pw. św. Wawrzyńca i św. Idziego – prawdopodobnie drewniany. Na jego miejscu wzniesiono w 1420 nowy murowany, konsekrowany w 1521. W połowie XVI w. przeszedł w ręce protestantów, kaznodzieją był ks. Albert Woldan. Kościół został odzyskany dopiero wtedy, gdy Podlodowscy wrócili do katolicyzmu. W 1908 został powiększony o część nawy i wieżę, był zniszczony w czasie wojny w 1915, a następnie odrestaurowany w latach 1917–1923 staraniem ks. Piotra Dembowskiego. Konsekracji świątyni dokonał w 1923 bp Paweł Kubicki. Restaurację kościoła podjęto jeszcze w 1984. Kościół jest budowlą orientowaną, wzniesioną z cegły.

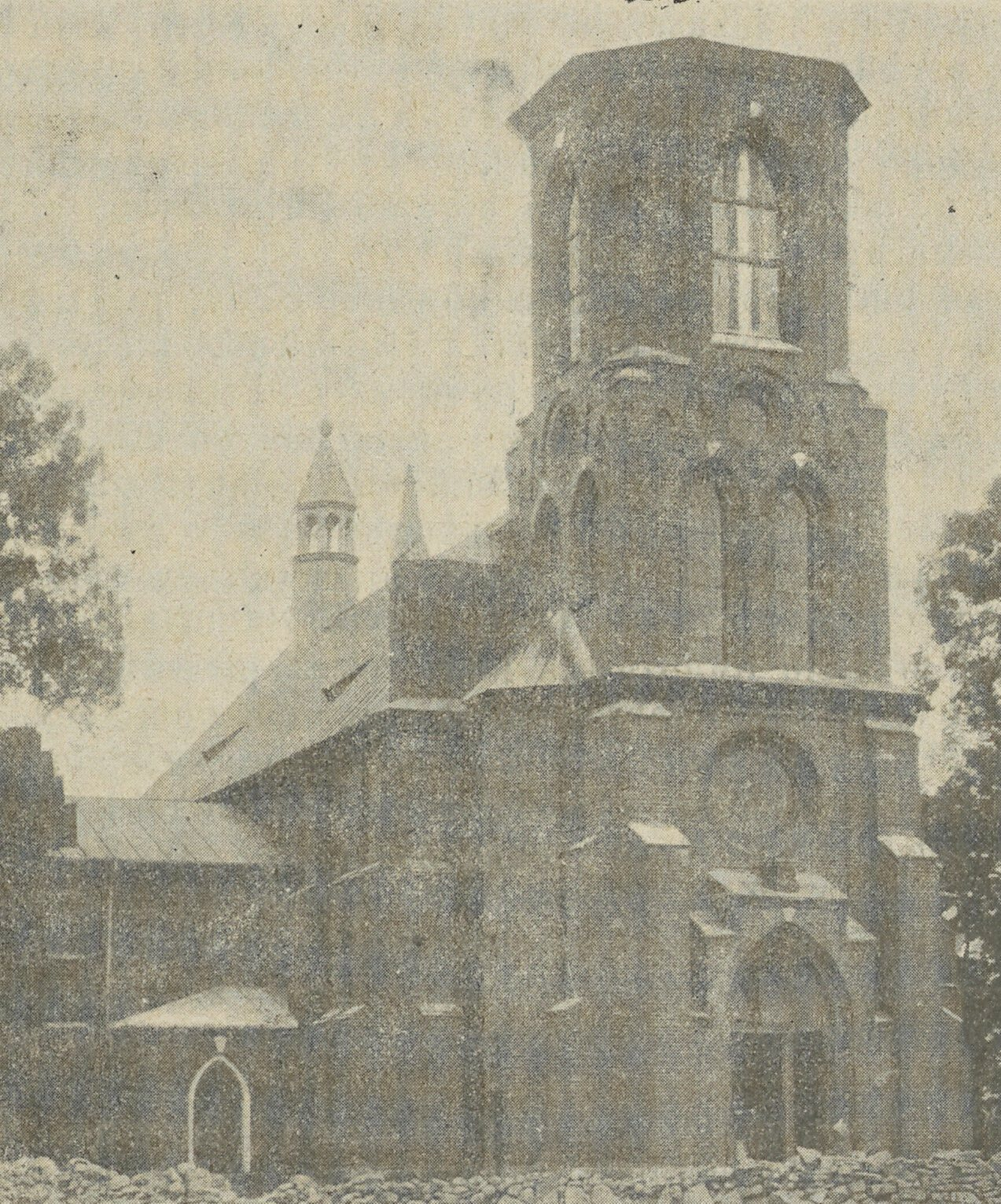
Kościół przed 1911
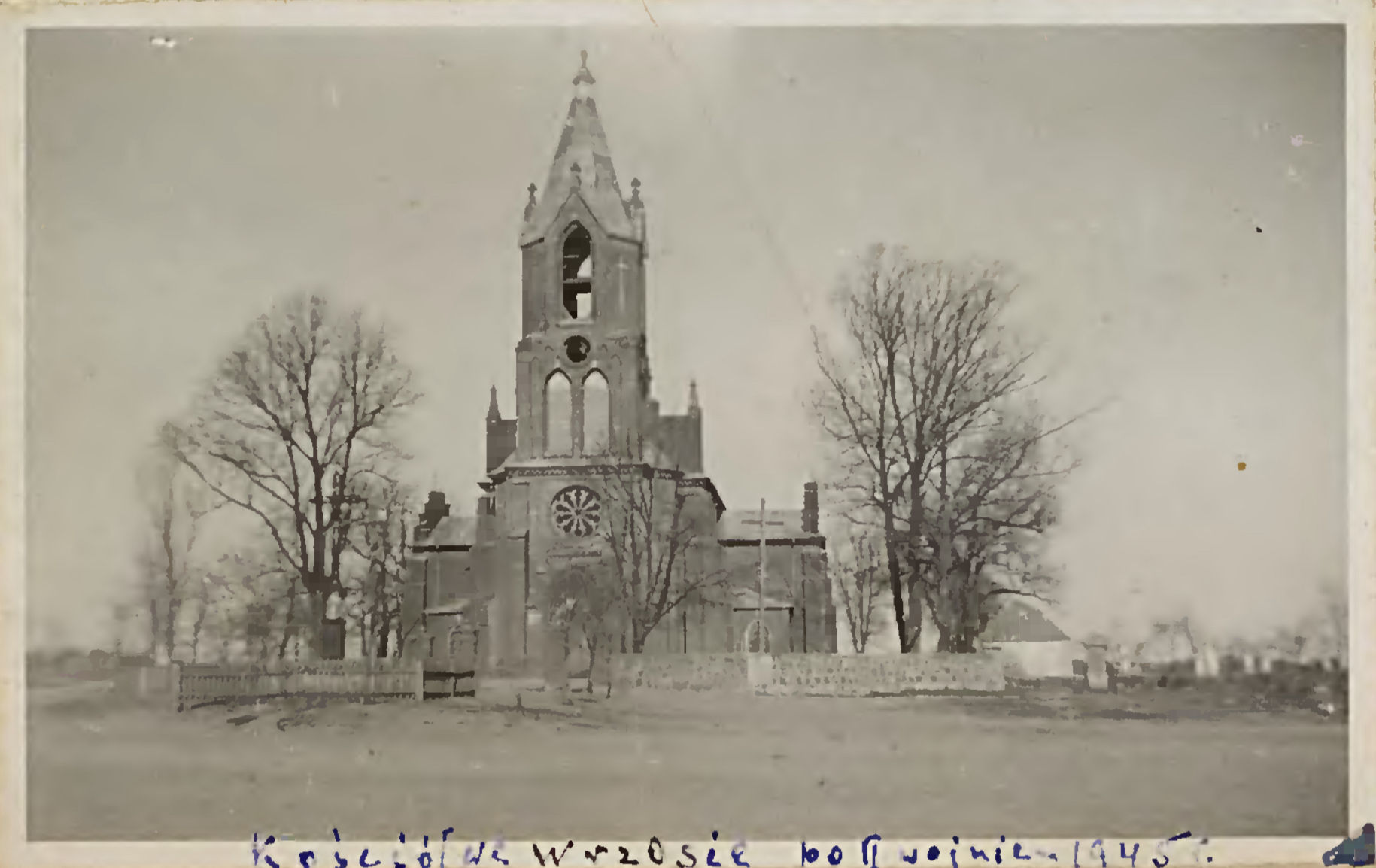
Kościół w 1945

## Proboszczowie
- 1800–1820 – ks. Konstanty Gierszewski
- 1820–1840 – ks. Franciszek Przetaczyński
- 1840–1842 – ks. Ignerowicz (administrator)
- 1842–1844 – ks. Piotr Kowalewski
- 1844–1846 – ks. Duszyński
- 1847–1891 – ks. Antoni Ambrożewicz
- 1891–1911 – ks. Marek Gujski
- 1911–1915 – ks. Konstanty Czapiński
- 1915–1938 – ks. Piotr Dembowski
- 1938–1945 – ks. Leonard Chojnacki
- 1945–1959 – ks. Władysław Gac
- 1959–1981 – ks. Jan Chaczek
- 1982–1985 – ks. Józef Węglicki
- 1985–2001 – ks. Mieczysław Deka
- 2001–2006 – ks. Kazimierz Chojnacki
- 2006–2011 – ks. Bogdan Łukasiewicz
- 2011–2018 – ks. Jan Kieczyński
- od 2018 – ks. Wojciech Dobczyński

## Zasięg parafii
Do parafii należą wierni z miejscowości: Domaniów, Goszczewice, Jabłonna, Jagodno, Jamki, Marysin, Ostrołęka, Posada, Potkanna, Stary Młyn, Wir, Wólka Domaniowska, Wrzos, Wygnanów. 